# Irma Heeren
Irma Heeren (16 de abril de 1967) es una deportista neerlandesa que compitió en duatlón y triatlón.
Ganó cinco medallas en el Campeonato Mundial de Duatlón entre los años 1993 y 1998, y cinco medallas en el Campeonato Europeo de Duatlón entre los años 1993 y 2001. Además, obtuvo una medalla Campeonato Mundial de Duatlón de Larga Distancia de 2000.
En triatlón consiguió una medalla en el Campeonato Europeo de Triatlón de Larga Distancia de 1999.

## Palmarés internacional
| Campeonato Mundial | Campeonato Mundial         | Campeonato Mundial | Campeonato Mundial |
| Año                | Lugar                      | Medalla            | Prueba             |
| ------------------ | -------------------------- | ------------------ | ------------------ |
| 1993               | Arlington (Estados Unidos) | Medalla de plata   | Individual         |
| 1994               | Hobart (Australia)         | Medalla de oro     | Individual         |
| 1995               | Cancún (México)            | Medalla de bronce  | Individual         |
| 1997               | Guernica (España)          | Medalla de oro     | Individual         |
| 1998               | Sankt Wendel (Alemania)    | Medalla de oro     | Individual         |
| Campeonato Europeo |                            |                    |                    |
| Año                | Lugar                      | Medalla            | Prueba             |
| 1993               | Königslutter (Alemania)    | Medalla de oro     | Individual         |
| 1994               | Vuokatti (Finlandia)       | Medalla de plata   | Individual         |
| 1996               | Mafra (Portugal)           | Medalla de oro     | Individual         |
| 1999               | Blumau-Neurißhof (Austria) | Medalla de oro     | Individual         |
| 2001               | Mafra (Portugal)           | Medalla de oro     | Individual         |

| Campeonato Mundial | Campeonato Mundial   | Campeonato Mundial | Campeonato Mundial |
| Año                | Lugar                | Medalla            | Prueba             |
| ------------------ | -------------------- | ------------------ | ------------------ |
| 2000               | Pretoria (Sudáfrica) | Medalla de bronce  | Individual         |

| Campeonato Europeo | Campeonato Europeo    | Campeonato Europeo | Campeonato Europeo |
| Año                | Lugar                 | Medalla            | Prueba             |
| ------------------ | --------------------- | ------------------ | ------------------ |
| 1999               | Almere (Países Bajos) | Medalla de oro     | Individual         |